# Johnny Jansen (1975)
Johnny Jansen (Heerenveen, 2 maart 1975) is een Nederlands voetbalcoach en voormalig betaald voetballer.

## Loopbaan
Voorheen actief als voetballer, een controlerende middenvelder. Hij stond onder contract bij sc Heerenveen en BV Veendam. Bij sc Heerenveen kwam hij niet verder dan drie officiele duels in het eerste elftal, twee bekerwedstrijden en eentje in de Intertoto van 1995 tegen het Portugese União de Leiria. Vervolgens speelde hij vanaf de winterstop van 1997-1998 in tweeëneenhalf seizoen mee in 26 competitie- en vier bekerwedstrijden voor BV Veendam waarin hij één officieel doelpunt maakte (thuis tegen ADO Den Haag). 
Na zijn betaalde voetbal avontuur vertrok hij naar MSC uit Meppel waarvoor hij vijf seizoenen speelde. In 2005 keerde hij terug bij zijn eerste club SV Olyphia uit het Friese Noordwolde.
Tot mei 2012 speelde hij bij de amateurs van Olyphia in de plaats waar hij opgroeide, Olyphia was de club waar hij op 15-jarige leeftijd in het eerste zijn debuut had gemaakt. In zijn periode werd de 5e klasse verruild voor de 2e klasse. Ook was hij bestuurslid voetbalzaken en jeugdtrainer bij de club uit Noordwolde. 
Officieel startte hier ook zijn trainerscarrière bij de senioren. Als 23-jarige werd hij in 1998 hoofdtrainer van het eerste elftal, aangezien hoofdtrainer Richard Eijer in die periode in het buitenland vertoefde. Het debuut van Jansen als hoofdtrainer was moeizaam, onder leiding van Eijer en Jansen degradeerde Olyphia in 1999 voor de eerste en enige keer in haar bestaan naar de zesde klasse.  
Sinds 2005 is hij assistent-trainer van sc Heerenveen en wordt gezien als de bewaker van de clubcultuur. Hij kwam in 1991 al binnen bij de voetbalschool samen met zijn clubgenoot Ronnie Venema die via Veendam bij sc Heerenveen uiteindelijk het eerste elftal haalde. 
Jansen werkte vanaf 2000 in allerlei trainersfuncties bij Heerenveen. Hij trainde de B1, A1, het beloftenelftal en was hoofd van de jeugdopleiding. Met de B1 wist Jansen te promoveren naar het hoogste niveau door het kampioenschap in de 1e divisie. Hij won de nationale beker driemaal met de A1 en eenmaal met de B1 en verloor ook nog een bekerfinale met de A1 en de beloften. Hij werd in 2016 en 2017 kampioen met die beloften van sc Heerenveen in de reservecompetitie.
Als assistent-trainer heeft hij gewerkt onder Dwight Lodeweges (49 wedstrijden), Foppe de Haan (27 wedstrijden), Jurgen Streppel (77 wedstrijden) en Jan Olde Riekerink (23 wedstrijden), Jan de Jonge (24 wedstrijden) en Tieme Klompe (ivm schorsing van de toenmalige trainer schoof Klompe door met Jansen als assistent, één wedstrijd)
Na het ontslag van trainer Jan Olde Riekerink werd Jansen de waarnemend hoofdtrainer, voor de resterende 5 wedstrijden, tot het einde van het seizoen 2018-2019.
Met ingang van seizoen 2019-2020 werd Jansen de hoofdtrainer van sc Heerenveen. Op 24 januari 2022 werd hij na tegenvallende resultaten ontslagen.
Eind april 2023 werd Jansen aangesteld als trainer van Safa SC in Libanon. In juni 2023 vertrok Jansen uit Libanon om hoofdtrainer te worden bij PEC Zwolle.

### Carrièrestatistieken
| Seizoen         | Club            | Land            | Competitie      | Competitie | Competitie | Beker | Beker | Internationaal | Internationaal | Overig | Overig | Totaal | Totaal |
| Seizoen         | Club            | Land            | Competitie      | Wed.       | Dlp.       | Wed.  | Dlp.  | Wed.           | Dlp.           | Wed.   | Dlp.   | Wed.   | Dlp.   |
| --------------- | --------------- | --------------- | --------------- | ---------- | ---------- | ----- | ----- | -------------- | -------------- | ------ | ------ | ------ | ------ |
| 1995/96         | sc Heerenveen   | Nederland       | Eredivisie      | 0          | 0          | 0     | 0     | –              | –              | 1      | 0      | 1      | 0      |
| 1996/97         | sc Heerenveen   | Nederland       | Eredivisie      | 0          | 0          | 1     | 0     | –              | –              | 0      | 0      | 1      | 0      |
| 1997/98         | sc Heerenveen   | Nederland       | Eredivisie      | 0          | 0          | 1     | 0     | 0              | 0              | –      | –      | 1      | 0      |
| 1997/98         | BV Veendam      | Nederland       | Eerste divisie  | 14         | 0          | 0     | 0     | –              | –              | –      | –      | 14     | 0      |
| 1998/99         | BV Veendam      | Nederland       | Eerste divisie  | 7          | 0          | 2     | 0     | –              | –              | –      | –      | 9      | 0      |
| 1999/00         | BV Veendam      | Nederland       | Eerste divisie  | 5          | 1          | 2     | 0     | –              | –              | –      | –      | 7      | 0      |
| Carrière totaal | Carrière totaal | Carrière totaal | Carrière totaal | 26         | 1          | 6     | 0     | 0              | 0              | 1      | 0      | 33     | 1      |